# Jochen Kelter
Jochen Kelter (* 8. September 1946 in Köln) ist ein deutsch-schweizerischer Schriftsteller und Übersetzer.

## Leben und Werk
Jochen Kelter studierte Literatur- und Sprachwissenschaften in Köln, Aix-en-Provence und Konstanz. 
Kelter verfasst Lyrik, Prosa, Essays, Theaterstücke sowie Übersetzungen aus dem Englischen, Französischen und Italienischen, die in Anthologien und Literaturzeitschriften veröffentlicht wurden. Er debütierte 1978 mit dem Gedichtband »Zwischenbericht«, dem zahlreiche Einzeltitel folgten. Kelter war Mitbegründer und Mitherausgeber der Literaturzeitschrift UNIVERS (1974–1981). Von 2013 bis 2020 war er Mitherausgeber des literarischen Jahreshefts MAUERLÄUFER.
Der Verband deutscher Schriftsteller (VS), heute in ver.di, wählte ihn 1984 auf dem Saarbrücker Kongress als stellvertretenden Vorsitzenden in den Bundesvorstand. Außerdem ist er Mitglied im PEN-Zentrum deutschsprachiger Autoren im Ausland. Von 1974 bis 1977 Berufsverbot im öffentlichen Dienst der Universität Konstanz, danach der Entschluss, nicht mehr nach Deutschland zurückzukehren. Zwischen 1988 und 2001 war er Generalsekretär der Gruppe Olten und von 1980 bis 2003 Präsident des European Writers’ Congress. Von 1992 bis 2001 wirkte er als Präsident von Suisseculture, dem Dachverband der Schweizer Urheberverbände, und von 2002 bis 2010 als Präsident der Schweizer Urheberrechtsgesellschaft ProLitteris.
Jochen Kelter lebt in Ermatingen (Schweiz) und bis 2014 auch in Paris. 2016 wurde er u. a. ans Internationale Poesiefestival Medellín eingeladen. Er war zudem bei Poesie- und Literaturfestivals in Lahti (Finnland), Salerno, Sarajevo, Catania, Brno (Brünn), Athen und Heraklion zu Gast.
Der Vorlass von Jochen Kelter befindet sich im Franz-Michael-Felder-Archiv in Bregenz.

## Werke (Auswahl)

### Autorschaft
- Verwehtes Jahrhundert. Gedichte (2023)
- Im Grauschlaf stürzt Emil Zátopek. Gedichte (2021)
- Fremd bin ich eingezogen. Gedichte (2020)
- Sprache ist eine Wanderdüne. Essays zu Literatur und Gesellschaft (2019)
- Wie eine Feder übern Himmel. Gedichte (2017)
- Jetzt mache ich einen Satz. Ein fast aussichtsloser Versuch über die gelöschte Vergangenheit. (2017)
- Die Möwen von Sultanahmet. Gedichte (2015)
- Dogodine u Sarajevu / Nächstes Jahr in Sarajevo. (2015)
- Hier nicht wo alles herrscht. Gedichte (2014)
- Der Sprung aus dem Kopf. Essays und Texte 1981–2011 (2012)[3]
- Eine Ahnung von dem was ist. Gedichte (2009)
- Ein Ort unterm Himmel. Leben über die Grenzen. Essays und Texte (2008)
- Ein Vorort zur Welt. Leben mit Grenzen. Essays und Texte aus der Schweiz (2007)
- Verweilen in der Welt. Gedichte (2006)
- Hall oder die Erfindung der Fremde. Roman (2005)
- So ist dann Tag. Gedichte 1997–2000 (2001)
- Der erinnerte Blick. Gedichte 1993–1996 (2000)
- Die kalifornische Sängerin. Erzählungen (1999)
- Aber wenigstens Wasser. (1998)
- Andern Orts. Postkarten 1995–1997 (1998)
- Steinbruch Reise. Ein europäischer Jahreslauf (1996)
- Meinetwegen wolgabreit. Gedichte 1989–1993 (1994)
- Verteidigung der Wörter. Gedichte 1986–1989 (1992)
- In der besten aller Welten. Eine Farce in zehn Bildern (1991)
- Achtundsechzig folgende. Aufsätze, Glossen, Essays (1991)
- Ein Ort unterm Himmel. Texte aus Alemannien (1989)
- Derfrangers Zeit. Erzählungen (1988)
- Nachricht aus dem Inneren der Welt. Gedichte 1982–1986 (1986)
- Finstere Wolken, Vaterland. Die deutsche Provinzpresse greift ein. 35 Glossen (1986)
- Die steinerne Insel. Antworten aus New York. Eine Erzählung (1985)
- Laura. Ein Zyklus. Gedichte (1984)
- Der Sprung aus dem Kopf. Prosa, Aufsätze (1984)
- Unsichtbar ins taube Ohr. Gedichte (1982)
- Land der Träume. Gedichte 1975–1979 (1979)
- Zwischenbericht. Gedichte (1978)

### Herausgeberschaft
- Bodenseegeschichten. Zusammen mit Hermann Kinder (2009)
- Bodensee-Lesebuch – 18 Autoren stellen sich vor (1990)
- Ich bin nur in Wörtern. Johannes Poethen zum 60. Geburtstag, zusammen mit Jürgen P. Wallmann (1988)
- Die Ohnmacht der Gefühle. Heimat zwischen Wunsch und Wirklichkeit (1986)
- Kultur am Ende? Kultur in der Provinz. 11 Momentaufnahmen (1985)
- Konstanzer Trichter – Lesebuch einer Region (1983)
- Literatur im alemannischen Raum. Regionalismus und Dialekt, zusammen mit Peter Salomon (1978)
- Mein Land ist eine feste Burg. Neue Texte zur Lage in der BRD (1976)

## Auszeichnungen
- 2019: Preis des Internationalen Lyrikfestivals Kreta
- 1990 und 1997: Werkjahre Pro Helvetia
- 1987: Kulturpreis des Kantons Thurgau
- 1984: Literaturpreis der Stadt Stuttgart
- 1982: Literaturförderpreis New York